# 亞洲汽水
亚洲汽水，是广州本土的汽水品牌，創立於1946年2月，主要产品包括亚洲沙示、亚洲白柠、亚洲橙宝、亚洲水果味汽水、亚洲豆奶、亚洲苹果醋等，口号为“够汽够味”。

## 歷史
1946年2月，原在屈臣氏汽水廠多年的李智揚離職，創辦亞洲汽水廠，初設於惠福區大德街80號（現大德路廣東省中醫院總院範圍）。工廠在創辦後第三年東遷大德路298號（現濠畔小苑位置）繼續生產。
1956年3月社會主義改造時期被公私合營，先後加入了時安、瓊南、同興、新華、回民糖果工廠等5間小型糖果廠，改名公私合營亞洲汽水糖果廠。
1966年初，广州市轻工业局为支持亚洲汽水出口创汇，将将中亚枧厂的厂房、兴华汽水厂的设备及人员并入亚洲汽水厂。1966年10月，由外贸部门投资60多万元，在天河路6號（約現廣州動物園南門東南角）開設新廠，1967年5月1日，亚洲汽水厂正式投产，当年出口汽水38万箱。1968年，广东饮料厂汽水车间并入亚洲汽水厂。文革時期先後改名廣州飲料二廠、廣州飲料總廠一分廠、廣州汽水廠等，一直到1984年元旦恢復原名。
1985年8月27日，亚洲汽水厂从德国引进的易拉罐生产线正式投产，为当时全国最大的铝合金易拉罐装汽水生产线。1994年，與百事可樂合資成立「百事-亞洲飲料有限公司」，後公司經營下滑。1996年，廠房搬離天河，遷至廣州經濟技術開發區西區一帶。2002年，亞洲汽水廠不再合資，改為廣州亞洲飲料有限公司。
2009年5月，香雪制药与广州轻工集团成立合資公司广州市香雪亚洲饮料有限公司，收购“亚洲汽水”的经营权。2021年，广州轻工集团旗下的鹰金钱公司收购香雪制药持有的香雪亚洲公司53%股权，实现对“亚洲汽水”品牌的控股，2022年，更名为广州市亚洲牌食品科技有限公司。

## 汽水生產
亞洲早期生產，使用機械有12支汽水機，外加人手同大鑊，依賴一張配方由人手負責炒焦糖與熬梅葉冬青成份出來。1949前生產過亞洲牌系列的其它飲料用飲用水、礦泉水等一系列產品。
1956年被改為汽水糖果廠後，至1958年時，廠擁有5部12頭汽水機，職工350人，年產汽水1000萬樽，糖果600幾噸。
1964年第一批出產的亞洲蘋果汽水，出口到香港。
1966年，亞洲恢復專產汽水。
1970年代，推出亞洲沙示。
2011年1月，改組後的亞洲用回亞洲汽水原配方，重新生產沙示汽水。

## 外部連結
- 香雪亚洲 广州老字号（页面存档备份，存于）